# Santa Cecilia
Santa Cecilia község Spanyolországban, Burgos tartományban.  Lakosainak száma 105 fő (2024).

## Népesség
A település népessége az utóbbi években az alábbiak szerint változott:
| Lakosok száma | 131  | 118  | 115  | 105  | 105  | 101  | 102  | 102  | 100  | 105  |
|               | 2001 | 2004 | 2006 | 2009 | 2011 | 2014 | 2016 | 2019 | 2021 | 2024 |